# Bitwa pod Ourique
Bitwa pod Ourique – starcie zbrojne, które miało miejsce w dniu 25 lipca 1139 r. w rejonie miasta Ourique w regionie Alentejo w południowej Portugalii w trakcie Rekonkwisty. Walczyły ze sobą wojska portugalskiego hrabiego Alfonsa I i oddziały Almorawidów pod wodzą Ali ibn Jusufa. Bitwa zakończyła się zwycięstwem chrześcijan.   
W skład oddziałów muzułmańskich wchodziły milicje z miast Badajoz, Elvas, Évora, Beja oraz Sewilli. Pomimo przewagi liczebnej sił muzułmańskich, starcie zakończyło się zwycięstwem wojsk Alfonsa I. Przyczyną porażki było fatalne dowodzenie i spory w dowództwie Almorawidów. Zwycięstwo nad muzułmanami umożliwiło Alfonsowi sięgnięcie po koronę Portugalii. Tym samym Alfons uwolnił się od zależności lennej wobec króla Alfonsa VII, władcy Kastilii-Leónu, tworząc Królestwo Portugalii.

## Cud pod Ourique
Rzekomo przed bitwą miała miejsce teofania Chrystusa, stanowiąca ważny element portugalskiej mitologii narodowej. Według legendy, Chrystus ukazał się przyszłemu pierwszemu królowi Portugalii, Alfonsowi I Zdobywcy przed bitwą z Maurami, stoczoną 25 lipca 1139 roku podczas jednego z wypadów na ziemie muzułmańskie. Przypuszcza się, że idea cudu miała związek z legendą dotyczącą św. Jakuba występującego jako Matamoros (pogromca Maurów), gdyż bitwa została stoczona w dniu jego święta. To legendarne wydarzenie łączy się z genezą herbu Portugalii, w którym pojawia się tarcza z pięcioma elementami heraldycznymi (tzw. quinas). Mają one symbolizować pięć tarcz osłaniających rany Chrystusa.
Cud pod Ourique stał się podstawą uświęcenia bytu państwowego Portugalii. Wizję tę zaczęto krytykować w XIX wieku, głównie za sprawą romantycznego historyka i powieściopisarza Alexandre Herculano. Podważył on po raz pierwszy status cudu jako wydarzenia historycznego, co doprowadziło wówczas do głośniej polemiki. Pisarz podsycał ją m.in. w pamflecie Eu e o clero ("Ja i kler", 1851), liście otwartym do kardynała-patriarchy Lizbony (najwyższego zwierzchnika Kościoła w Portugalii).